# Dècada del 960 aC
La dècada del 960 aC comprèn el període que va des de l'1 de gener del 969 aC fins al 31 de desembre del 960 aC.

## Esdeveniments
- 965 aC: a la mort del seu pare, el Rei David, Salomó es converteix en rei del poble d'Israel (data tradicional).